# داروهای ضد مالاریا
 داروهای ضد مالاریا (به انگلیسی: Antimalarial medication) گروهی از داروها هستند که در درمان مالاریا بکار میروند.
این داروها گاه در درمان مالاریا و گاه در پیشگیری از ابتلا به مالاریا مصرف می‌شوند. اغلب این داروها از مشتقات کینین و پوست درخت سین کونا هستند. مانند کینین ، کلروکین ، Amodiaquine ، پریمتامین ، Proguanil ، سولفانامید ، مفلوکین ، Atovaquone ، پریماکین ، داکسی سیکلین و کلیندامایسین .

## طبقه‌بندی
این داروها را به روشهای مختلف می‌توان طبقه‌بندی کرد مثلاً براساس ساختمان شیمیایی آنها، یا بر اساس تأثیرشان بر انگل؛ به اینگونه:
۱- اسپرونتوسید (Sporontocide): بر روی گامتوسیت‌ها اثر کرده و وقتی وارد بدن پشه شوند از طی دوره اسپوروگونی جلوگیری می‌کنند مثل پریماکین و پریمتامین.
۲- شیزونتوسید نسجی اولیه (Schizontocide (Primary Tissue: بر روی شیزونت‌های کبدی اثر کرده و معمولاَ جهت پیشگیری استفاده می‌شوند مثل پروگوانیل و پریمتامین.
۳- شیزونتوسید نسجی ثانویه (Secondary Tissue Schizontocide): بر روی هیپنوزوئیت‌ها در کبد مؤثر است و از عود بیماری جلوگیری می‌کند مثل پریماکین و پاماکین.
۴- شیزونتوسید خونی (Blood Schizontocide): بر روی اشکال خونی انگل اثر کرده و در درمان استفاده می‌شوند مثل کلروکین، کینین، فنسیدار، مفلوکین، هالوفانترین، آرتمیسنین، آمودیاکین.
۵- گامتوسیتوسید ((Gametocytocide: بر روی گامتوسیت‌ها اثر کرده مثل پریماکین که بر روی گامتوسیت فالسیپارم مؤثر بوده و کینین و کلروکین که بر روی گامتوسیت ویواکس و مالاریه و گامتوسیت نارس فالسیپارم مؤثر است.